# 衛視合家歡台
衛視合家歡台（英語：STAR World）是迪士尼傳媒旗下娛樂頻道（2011年12月前為星空傳媒的頻道）。在1991年12月15日開播，東南亞、香港、澳門和越南等地自2017年10月1日起，由FOX Life取代，中東、印度、臺灣、巴基斯坦和南亞等地則繼續放送。
台灣版於2019年7月1日起，啟用高畫質版本「衛視合家歡HD」。2020年2月1日，台灣版停播，原先播出的节目转往FOX台湾频道继续播出。2022年1月1日，FOX台灣頻道更名為STAR World，該頻道於台灣再度復播。2024年1月1日台灣时间凌晨0點起，華特迪士尼公司終止STAR World在台灣播送，频道正式停播。STAR World中东及北非版目前仍在播出，并自2024年3月1日起启用新版标识。

## 概述

starworld台湾版、中东版在2010年-2024年使用的标识、亚洲国际版在2010年-2017年使用的标识

STAR World主要播出澳大利亚、紐西蘭、美國及英國的綜藝娛樂節目、電視影集及頒獎典禮。该频道港澳兩地的免費服務已因應重組而由2006年4月1日被湖北衛視取代。频道前稱为（1991年12月15日～2000年6月30日）。台灣部分的有線電視（台固、凱擘有線系統，共19個系統台）為了填補年代綜合台「國內版」停播所留下來的頻道空缺，而在2010年12月31日改播衛視合家歡台。台灣版起初僅有英文放送，在開播後數日才進行中文字幕的播放，節目編成與節目內容也和亞洲版有所不同。

## 历史

### STAR Plus时期（1991年-1996年）
1991年12月15日，卫视合家欢台（STAR Plus）正式开播，开播之初的首个节目是CBS制作的肥皂剧《大胆而美丽》。1992年2月21日，频道英语名称被正式确认为“STAR Plus”。STAR Plus（当时的中文名称是卫视合家欢台）是香港卫星电视有限公司面向全亚洲地区播出的英语娱乐频道。当时的卫视合家欢台播放来自美国、英国、澳大利亚和新西兰的国际电视节目， Zee TV是当时该频道在印度的转播机构与合作伙伴。 
1993年，STAR Plus推出面向英国播出的版本。
1994年5月1日，由于卫视西片台的开播，卫视合家欢台大部分电影被转移至卫视西片台继续播出。同年起，STAR Plus开始向东亚和西亚分频谱广播，东亚版节目预告使用香港时间，西亚版节目预告使用新德里时间和迪拜时间。

### STAR World时期（1996年至今）
1996年3月31日（一说30日），STAR Plus（老卫视合家欢台）被拆分为面向东亚、东南亚播出的STAR World（仍继续使用中文名称“卫视合家欢台”）和主要面向西亚、印度播出的STAR Plus。后来在1998年以后，STAR Plus逐渐调整为仅主要向印度播出。从此以后，STAR Plus逐步转型为印地语频道（从1996年4月至2000年6月，STAR Plus是一个由印地语和英语节目组成的双语电视频道）， STAR World成为Star Plus的英文版本。
2001年1月1日香港时间0点起，卫星电视更名为星空传媒（STAR），其旗下多个电视频道同步改版。STAR World在各地的版本启用新版标识和频道包装。
该频道后于2008年、2010年再次改版。
STAR World的東南亞、香港、澳門和越南等地版本自2017年10月1日起，由FOX Life取代，中東、印度、臺灣、巴基斯坦和南亞等地則繼續放送。
台灣版於2019年7月1日起，啟用高畫質版本「衛視合家歡HD」。
2020年2月1日，台灣版停播，原先播出的节目转往FOX台湾频道继续播出。
2022年1月1日，FOX台灣頻道更名為STAR World，該頻道於台灣再度復播。
2023年3月15日，STAR World印度版停播。迪士尼公司此前计划于2022年停播STAR World印度版，但由于遭到印度多家有线电视转播商反对而推迟。
2024年1月1日台湾时间凌晨0點起，STAR World（台湾版）正式停播，并且播送了带有“本频道即将停止服务 衷心感谢您多年来的支持与收看”和“This channel is no longer available, thank you for watching.”字样以及STAR World标识的停播提示卡，附带背景音乐。此后STAR World台湾版的原台湾境内有线频道位置被BBC Lifestyle取代。 中东及北非版STAR World仍不受影响并继续播出。
2024年3月1日起，STAR World中东及北非版启用新版标识、台标及频道包装，与STAR Movies中东版相似。

## 各地版本播放

### 台灣
- STAR World可於全台有線電視上觀看。
- STAR World也可於中華電信MOD收看。
- 2024年1月1日台灣时间凌晨0點起，華特迪士尼公司終止Star World在台灣播送正式停播。

### 印度
- Star World可於Dish TV、 Airtel digital TV、Tata Sky及其他主要電視供應商收看。
- Star World也可於Hathway、You Scod18等有線電視上觀看。
- 2023年3月15日，華特迪士尼公司終止Star World在印度播送。

### 中東
- Star World可於Star Select選擇增添頻道。

## 電視节目

### 新闻节目
- Star News Asia（已停播）

### 歐美影集
| - 破產姊妹花 - 火速救援最前線 - 火速救援最前線：孤星奮戰 - 24反恐任務 - 新飛越比佛利 - 家人好鄰居 - 艾莉的異想世界 - 美國懸案 - 天兵奶爸來報到 - 黑人當道 - 脫獄之王 - 旋轉吧！芭蕾女孩 - 凱莉日記 - 致命誘惑 - 紐約女郎時尚日記（City Girl Diaries） - 熟女當道 - 瘋狂前女友 - 瘋狂廣告人 - 慾望師奶 - 心機女傭 - 23號公寓(壞)女孩 - 魔約之書 - 法外情謎（前稱：律政疑情） - 嘻哈世家 - 紐約法情 - 六人行不行 - 良家美女 - 靈感應 - 歡樂合唱團 - 良醫墨非 - 傲骨之戰 - 麻煩一家人 - 浮華大飯店 - 網路宅人幫 - 實習醫生 - 好友行不行 - 流氓女醫 - 再一次初戀 - 追愛總動員 - 父母好室友 - 珍，愛時尚 - 全民先生 - 上班這囧事 - 麻辣女特警 - 頭彩航班 - 親密一家人 - 馬里布旋律 - 憨管家俏主人 - 冏女大翻身 - 關鍵報告 - 獵豔情人 - 麻辣女警俏媽咪 - 俏妞報到 - 非凡家庭 - 頭條製作人 - 叢林醫生 - 童話小鎮 - 童話小鎮－愛麗絲重遊仙境 - 為人父母 - 醫診情緣 - 凸槌奶爸 - 住院醫師 - 復仇 - 上流名醫 - 王室後宮傳 - 痞子神醫 - 醜聞風暴 - 尖叫女王 - 慾望城市 - 無言有愛 - 單親爸爸與小妞 - 錯位青春 - 二次機緣 - 肥皂人生 - 愛情停看聽 - 花瓶小媽向前衝 - 醜女貝蒂 - 瑞典追愛新體驗 - 白王后 - 墮落都市 - 東區女巫 - 花漾主廚在我家 | - 破產姐妹花／破產姊妹 - 戀愛手冊 - 冷板凳 - 貓鼠遊戲／隱情 - 凱莉日記 - 紐約女郎時尚日記（City Girl Diaries） - 熟女當道 - 瘋狂前女友 - The Crazy Ones - 笑看人生 - 慾望師奶 - 心機女傭 - Apartment 23的酷女孩 - 律政疑情 - 嘻哈帝國 - 損友的美好時代 - 歡樂合唱團 - 傲骨之戰 - 室內奇兵／網路宅人幫 - 實習醫生／醫人當自強 - 歡喜冤家 - 心跳 - 後見之明 - 追愛總動員 - 退休警察煩事多／全民先生 - 工作夥伴凱文 - Killer Women - 生活點滴 - 憨管家俏主人 - 衰女翻身／囧女大翻身 - 獵豔情人 - 俏妞報到／嬌俏可人兒 - 頭條製作人 - 童話鎮／童話小鎮 - 童話鎮－愛麗絲重遊仙境 - 為人父母 - Raising Hope - 復仇／美麗心計 - 上流名醫 - 王室 - 醜聞風暴 - 搞乜鬼狂呼女神 - 色慾都市 - 無言有愛 - 我家是妳家／錯位青春 - 單親爸爸與小妞／郊區故事 - 肥皂人生 - 花瓶嬌妻 - 歡迎來到瑞典 - 東區女巫 - 美味新關係 |

### 韓劇
- 女神降臨
- 燦爛的守護神－鬼怪
- 偶然發現的一天
- 男朋友
- 偷心玩家

## 備註
1. 1 2 3 4 5 6  FOX+搶先上線
2. ↑  原先由FOX首播，第3季起改由本頻道首播，2020年再度移回FOX首播。
3. 1 2  原先由FOX首播，第2季改由本頻道首播。
4. 1 2 3 4 5 6 7 8 9 10 11 12 13  由FOX Life接續首播
5. 1 2 3  中文譯名未知

## 外部連結
- STAR World（台灣） （页面存档备份，存于）
- 623 STAR World - 中華電信 MOD 網站 （页面存档备份，存于）
- STAR World（台灣）的Facebook專頁
- YouTube上的Star World TW頻道